# Hochrieß (Gemeinde Göstling)
Hochrieß ist ein Weiler in der Marktgemeinde Göstling an der Ybbs im Bezirk Scheibbs in Niederösterreich.

## Geografie
Der Weiler befindet sich am Ausgang des Tals des Steinbaches, bevor dieser in die Ybbs mündet, und ist von der Erlauftal Straße über eine Nebenstraße erreichbar. Er liegt im Nordwesten der Katastralgemeinde Ybbssteinbach und bildet zugleich den wichtigsten Zugang zur Katastralgemeinde, die sich von hier bis zur steirischen Landesgrenze erstreckt. 

## Geschichte
In Folge der Theresianischen Reformen wurde der Ort dem Kreis Ober-Wienerwald unterstellt und nach dem Umbruch 1848 war er bis 1867 dem Amtsbezirk Gaming zugeteilt. Im Franziszeischen Kataster aus dem Jahr 1822 ist der Ort mit dem Namen Steinbachmühle verzeichnet. Die Geschichte des Steinbachtales ist beim Kögerlwirt in einem Extrazimmer mit historischem Bildmaterial anschaulich dokumentiert.

## Sehenswürdigkeiten
Die Straßenbrücke, die früher die Erlauftal Straße über den Steinbach führte, befindet sich knapp südlich des heutigen Straßenverlaufs hinter dem Gasthaus Kögerlwirt und steht unter Denkmalschutz (Listeneintrag).